# Cyclisme aux Jeux olympiques d'été de 1996
Navigation
Barcelone 1992 Sydney 2000
Aux Jeux olympiques d'été de 1996, trois disciplines de cyclisme sont au programme : le cyclisme sur piste, le cyclisme sur route et le vélo tout terrain. Outre, les épreuves de cross-country VTT, le contre-la-montre individuel sur route (chez les hommes et les femmes) et la course aux points féminine font leur apparition pour la première fois aux Jeux olympiques. Le contre-la-montre par équipes sur 100 kilomètres masculin disparaît quant à lui du programme.
C'est également la dernière fois que la piste se déroule sur un vélodrome en plein air, en l’occurrence celui de Stone Mountain site qui accueilli aussi le Tir à l'Arc.
La France termine en tête du tableau de médailles avec 9 médailles dont 5 d'or.

## Podiums

### Hommes
| Podiums                |                                                                               |                                                                      |                                                                                         |
| Route                  |                                                                               |                                                                      |                                                                                         |
| Course en ligne        | Pascal Richard Suisse                                                         | Rolf Sørensen Danemark                                               | Maximilian Sciandri Grande-Bretagne                                                     |
| Contre-la-montre       | Miguel Indurain Espagne                                                       | Abraham Olano Espagne                                                | Chris Boardman Grande-Bretagne                                                          |
| Piste                  |                                                                               |                                                                      |                                                                                         |
| Kilomètre              | Florian Rousseau France                                                       | Erin Hartwell États-Unis                                             | Takanobu Jumonji Japon                                                                  |
| Vitesse individuelle   | Jens Fiedler Allemagne                                                        | Marty Nothstein États-Unis                                           | Curtis Harnett Canada                                                                   |
| Poursuite individuelle | Andrea Collinelli Italie                                                      | Philippe Ermenault France                                            | Bradley McGee Australie                                                                 |
| Poursuite par équipes  | France Christophe Capelle Philippe Ermenault Jean-Michel Monin Francis Moreau | Russie Eduard Gritsun Nikolaï Kouznetsov Alexei Markov Anton Chantyr | Australie Brett Aitken Stuart O'Grady Timothy O'Shannessey Dean Woods Bradley McGee (q) |
| Course aux points      | Silvio Martinello Italie                                                      | Brian Walton Canada                                                  | Stuart O'Grady Australie                                                                |
| VTT                    |                                                                               |                                                                      |                                                                                         |
| Cross-country          | Bart Brentjens Pays-Bas                                                       | Thomas Frischknecht Suisse                                           | Miguel Martinez France                                                                  |

### Femmes
| Podiums                |                               |                               |                              |
| Route                  |                               |                               |                              |
| Course en ligne        | Jeannie Longo-Ciprelli France | Imelda Chiappa Italie         | Clara Hughes Canada          |
| Contre-la-montre       | Zulfiya Zabirova Russie       | Jeannie Longo-Ciprelli France | Clara Hughes Canada          |
| Piste                  |                               |                               |                              |
| Vitesse individuelle   | Félicia Ballanger France      | Michelle Ferris Australie     | Ingrid Haringa Pays-Bas      |
| Poursuite individuelle | Antonella Bellutti Italie     | Marion Clignet France         | Judith Arndt Allemagne       |
| Course aux points      | Nathalie Even-Lancien France  | Ingrid Haringa Pays-Bas       | Lucy Tyler-Sharman Australie |
| VTT                    |                               |                               |                              |
| Cross-country          | Paola Pezzo Italie            | Alison Sydor Canada           | Susan DeMattei États-Unis    |

## Tableau des médailles
| Rang  | Nation          | Or | Argent | Bronze | Total |
| ----- | --------------- | -- | ------ | ------ | ----- |
| 1     | France          | 5  | 3      | 1      | 9     |
| 2     | Italie          | 4  | 1      | 0      | 5     |
| 3     | Pays-Bas        | 1  | 1      | 1      | 3     |
| 4     | Espagne         | 1  | 1      | 0      | 2     |
| 4     | Suisse          | 1  | 1      | 0      | 2     |
| 4     | Russie          | 1  | 1      | 0      | 2     |
| 7     | Allemagne       | 1  | 0      | 1      | 2     |
| 8     | Canada          | 0  | 2      | 3      | 5     |
| 9     | États-Unis      | 0  | 2      | 1      | 3     |
| 10    | Australie       | 0  | 1      | 4      | 5     |
| 11    | Danemark        | 0  | 1      | 0      | 1     |
| 12    | Grande-Bretagne | 0  | 0      | 2      | 2     |
| 13    | Japon           | 0  | 0      | 1      | 1     |
| Total | Total           | 14 | 14     | 14     | 42    |